# Monteils, Tarn-et-Garonne
Monteils är en kommun i departementet Tarn-et-Garonne i regionen Occitanien i södra Frankrike. Kommunen ligger i kantonen Caussade som tillhör arrondissementet Montauban. År 2022 hade Monteils 1 354 invånare.

## Befolkningsutveckling
Antalet invånare i kommunen Monteils
| Referens: INSEE |